# Seunebok Drien
Seunebok Drien is een bestuurslaag in het regentschap Aceh Utara van de provincie Atjeh, Indonesië. Seunebok Drien telt 267 inwoners (volkstelling 2010).